# Barmakî (Velîkîi Jîtîn), Rivne
Barmakî (în ucraineană Бармаки) este un sat în comuna Velîkîi Jîtîn din raionul Rivne, regiunea Rivne, Ucraina.

## Demografie
Componența lingvistică a localității Barmakî
     Ucraineană (98,27%)
     Rusă (1,6%)
     Alte limbi (0,13%)
Conform recensământului din 2001, majoritatea populației localității Barmakî era vorbitoare de ucraineană (98,27%), existând în minoritate și vorbitori de rusă (1,6%).